# 重松朋
重松 朋（しげまつ とも、1972年9月9日 - ）は、日本の女性声優。東京都出身。

## 人物
以前はマウスプロモーション、メディアフォースに所属していた。
方言は関西弁（神戸）。
趣味はカラオケ。

## 出演
太字はメインキャラクター。

### テレビアニメ
2000年
- 真・女神転生デビチル（母親）
- すてき!さくらママ（雪子）

2001年
- グラップラー刃牙（グスタフの母親）
- はじめの一歩（マナブ）
- ヒカルの碁（2001年 - 2003年、小池仁志 他）

2002年
- 王ドロボウJING
- サイボーグ009 THE CYBORG SOLDIER（修道女A）
- NARUTO -ナルト-（2002年 - 2017年、トビオの母、ウドン、ガマ竜、スマル〈幼少時代〉） - 2シリーズ
- パタパタ飛行船の冒険（ベリンダ）
- 魔王ダンテ

2003年
- 最遊記RELOAD（紫苑の母）
- 超ロボット生命体トランスフォーマー マイクロン伝説（ラッドのママ）
- 妄想科学シリーズ ワンダバスタイル（梅干しばばあ）

2004年
- 学園アリス（2004年 - 2005年、短髪君、天候君、おばあさん）
- 神無月の巫女（寮母）
- サムライチャンプルー（子供和之介）
- 蒼穹のファフナー Dead Aggressor（放送）
- B-伝説! バトルビーダマン（2004年 - 2005年、ウェン・ユンファ、幼いバトラー） - 2シリーズ
- ビューティフル ジョー（子供）
- 風人物語（女の子2、男子生徒）
- ふたりはプリキュア（婦長）
- MAJOR 1st season（少年）
- 無人惑星サヴァイヴ（男子2）
- 妄想代理人

2005年
- ギャラリーフェイク（少年）
- 銀盤カレイドスコープ（近所のおばさん）
- 新釈 眞田十勇士（山手殿）
- ハチミツとクローバー（看護師B）

2006年
- しにがみのバラッド。（エコの母）
- 少年陰陽師（安部露樹）
- 半分の月がのぼる空（婦長）

2007年
- ケロロ軍曹（上級生）
- こどものじかん（野木先生、男子生徒）
- MOONLIGHT MILE 2ndシーズン -Touch down-（女）
- ロビーとケロビー（女1）

2008年
- 図書館戦争（須賀原）

2011年
- テレビまんが 昭和物語

2012年
- NARUTO -ナルト- SD ロック・リーの青春フルパワー忍伝（ガマ竜）

2016年
- ぼのぼの（2016年 - 、クズリ、フェネギーくん 他）

2019年
- BORUTO-ボルト- NARUTO NEXT GENERATIONS（ウドン）

### OVA
- おジャ魔女どれみナ・イ・ショ（2004年、店員、バレエの先生）
- こどものじかん やすみじかん「〜あなたがわたしにくれたもの〜」（2007年、おばさん）
- ストレイト・ジャケット（2007年、おばさん）

### 劇場アニメ
- 劇場版 NARUTO -ナルト- 大活劇!雪姫忍法帖だってばよ!!（2004年、子供）
- 劇場版ツバサ・クロニクル 鳥カゴの国の姫君（2005年）
- 劇場版 NARUTO -ナルト- 炎の中忍試験! ナルトVS木ノ葉丸!!（2011年、ウドン）

### Webアニメ
- 幕末機関説 いろはにほへと（2006年、遊女）

### ゲーム
2000年
- いくぜ!温泉卓球（円城カズヲ）

2002年
- ヒカルの碁 院生頂上決戦（小池仁志）
- ロマンスは剣の輝きII -銀の虹をさがして-（スラ造）

2003年
- サクラ大戦 〜熱き血潮に〜（群集）
- トゥルー・クライム（リプシー）
- ボクらの太陽（サバタ、ペロー 他）
- バテン・カイトス 終わらない翼と失われた海（アナ）

2006年
- バテン・カイトスII 始まりの翼と神々の嗣子（アナ）

### 吹き替え

#### 映画
- アイス・プリンセス
- 悪魔の棲む部屋
- アニバーサリーの夜に
- 姉のいた夏、いない夏。
- アメリカン・ガン
- アリゲーター/愛と復讐のワニ人間（スリ）
- イン・ハー・シューズ
- グラディエーター
- X-MEN2（ジョーンズ）※劇場公開版
- カンフーハッスル
- キス★キス★バン★バン
- キャプテン・ウルフ
- キューティ・ブロンド
- グッバイ・ジョー（マイケル）
- クリムゾン・リバー2 黙示録の天使たち（マリー〈カミーユ・ナッタ〉）
- 最'狂'絶叫計画（トゥルパー・チャップリン〈カムリン・マンハイム〉）
- THE JUON/呪怨（ジェニファー・ウィリアムズ〈クレア・デュヴァル〉）
- ジョーズ ※テレビ東京版
- 真珠の耳飾りの少女（グリート〈スカーレット・ヨハンソン〉）
- スウィートエネミー（モンチャ / ファビオラ）
- ターミナル（店員）※ソフト版
- タイタニック2012
- 奪還 DAKKAN -アルカトラズ-
- ダンス・レボリューション
- チョコレート
- ツイステッド
- 翼をください
- DENGEKI 電撃 ※ソフト版
- デンティスト2（ベブ・トロッター）
- どつかれてアンダルシア (仮)
- トレーニング デイ（リサ・ホイト〈シャーロット・アヤナ〉）
- ノボケイン/局部麻酔の罠
- バーバー
- ヒロイック・デュオ 英雄捜査線
- ブラッド・ワーク
- プレスリーVSミイラ男（看護婦）
- ボーン・コレクター（セルマ〈クィーン・ラティファ〉）※DVD版
- マルホランド・ドライブ
- メラニーは行く!
- レプリカント（オペレーター〈イングリッド・テッシュ〉）※ソフト版
- ロルカ〜暗殺の丘〜（リディア）
- ワンダフル・ドッグ－ともだちはレトリバー（ウィディ）

#### ドラマ
- iCarly（スーゼイ）
- ER緊急救命室
  - シーズン10 #207（タクシー運転手）
  - シーズン12 #252（ウェイトレス）
  - シーズン13 #278（ラーナー）
- 美男ですね
- エリザベス1世 〜愛と陰謀の王宮〜
- 恋するハリウッド日記 〜ジジは幸せアン・ハッピー〜（ロキシー〈キンバリー・ヒューイ〉）
- ザ・シールド ルール無用の警察バッジ（オーロラ・アセベダ）
- シルクストーキング〜絹の疑惑〜（ダイアナ・ロス）
- スタートレック:ヴォイジャー（レビ / エザン《双子》）
- TOUCH/タッチ
- 推奴 〜チュノ〜
- 犯罪捜査官ネイビーファイル3（アイムス）
- ペンサコーラ2（ブレイカー）
- リジー&Lizzie（ケリー先生）
- レイブン 見えちゃってチョー大変!（ロカ）
- ロイヤルファミリー

#### アニメ
- X-メン:エボリューション（ミスティーク / ミスティ）
- かわうそファミリー（ワンダ 他）
- ハイ!ハイ! パフィー・アミユミ（チャド）
- バットマン（レスリー・トンプキンス〈2代目〉）
- フォスターズ・ホーム（ダッチス〈2代目〉）

### ドラマCD
- おとまりHONEY ドラマCD（松田の母）
- ソード・ワールド へっぽこーずドラマCD（子狼）
- ヒカルの碁 流れ行く憧憬（小池仁志）
- 棺担ぎのクロ。〜懐中旅話〜ドラマCD（ニコル）

### ラジオドラマ
- Lotus Garden-次世代の勇者達へ-（シオン・ティル・デュミナス）

### その他
- ぼのぼの 宇宙から来たともだち（2017年、ショー姉ちゃん、アンドロメダシスターズ）